# Александров (станция)
Алекса́ндров (также используется название Александров I) — железнодорожная станция Ярославского направления Московской железной дороги в городе Александрове Владимирской области. Открыта в 1870 году. Входит в Московско-Курский центр организации работы железнодорожных станций ДЦС-1 Московской дирекции управления движением. По основному применению является участковой, по объёму работы отнесена к 1 классу.

## Расположение и путевое развитие
Расположена на железной дороге Москва — Ярославль в 111,4 км от Ярославского вокзала столицы. Станция узловая, имеет ответвление на юг Большого кольца МЖД на Бельково / Орехово-Зуево.
Станция является передаточной между Московской и Северной железными дорогами. Граница между дорогами находится восточнее моста через реку Серую и отмечена четырьмя стелами: одной стелой Московской ЖД и тремя Северной ЖД.
В юго-западной части станции, направление к Струнино, есть железнодорожная развязка, с главного хода на Большое кольцо Московской ЖД или обратно, как со стороны Москвы, так и со стороны Александрова. От развязки до станции Александров II идёт четырёхпутный перегон, два пути с южной стороны используются для движения пригородных поездов в обе стороны, с северной — для движения грузовых поездов в обе стороны.

## Технические особенности
На станции 4 пассажирских платформы: три островных и южная боковая у здания вокзала. Самая южная из островных платформ имеет высокую широкую часть с западной стороны для пригородных поездов из Москвы и обратно. Остальные низкие платформы более узкие, самая северная из них шириной в 1 метр. Переход между платформами по пешеходной дорожке через пути в центре платформ. У южной боковой платформы находится пригородный вокзал станции Александров, в котором есть зал ожидания, кассы пригородного и дальнего следования, кафе. Пригородная касса также есть на улице у настила для перехода на платформы. В июне 2016 г. на станции были установлены турникеты.

## Пассажирское сообщение
Станция относится к 12-й тарифной зоне (от Москвы). Время движения от Москвы: 1 ч. 36 мин — 2 ч. (экспрессы и поезда дальнего следования); 2 ч. — 2 ч. 28 мин. (пригородные поезда).

### Пригородное сообщение
Конечный пункт для части пригородных поездов от Ярославского вокзала Москвы (до 28 пар в день, включая 4 пары экспрессов — три пары ежедневно, одна 6 раз в неделю), при этом часть из них идёт далее, до Балакирево (2,5 пары в выходные дни, 1,5 пары в будни). Кроме этого, станция обслуживает пригородные поезда на Ярославль (3 пары в день), Дмитров (1 пара в день) и Поварово III (3 пары в день), на Киржач, Орехово-Зуево и Куровскую (9 пар в день), а также до Иваново (1 пара в день, поезд на тепловозной тяге).

### Дальнее следование по станции
Поезда дальнего следования из Москвы на станции не останавливаются, за исключением поездов Москва — Иваново/Кинешма, у которых в Александрове предусмотрена смена локомотивов. Но останавливаются поезда, идущие на южные курорты из Воркуты, Архангельска и др. По состоянию на январь 2022 на станции останавливаются следующие поезда дальнего следования:
| № поезда                         | Маршрут движения                 | № поезда                         | Маршрут движения                 |
| Круглогодичное обращение поездов | Круглогодичное обращение поездов | Круглогодичное обращение поездов | Круглогодичное обращение поездов |
| -------------------------------- | -------------------------------- | -------------------------------- | -------------------------------- |
| 15                               | Архангельск — Москва             | 16                               | Москва — Архангельск             |
| 33 «Сыктывкар»                   | Сыктывкар — Москва               | 34 «Сыктывкар»                   | Москва — Сыктывкар               |
| 79                               | Архангельск — Адлер              | 80                               | Адлер — Архангельск              |
| 107                              | Вологда — Москва                 | 108                              | Москва — Вологда                 |
| 115 «Поморье»                    | Северодвинск — Москва            | 116 «Поморье»                    | Москва — Северодвинск            |
| 117 «Поморье»                    | Архангельск — Москва             | 118 «Поморье»                    | Москва — Архангельск             |
| 125 «Шексна»                     | Череповец — Москва               | 126 «Шексна»                     | Москва — Череповец               |
| 133                              | Архангельск — Минск              | 134                              | Минск — Архангельск              |
| 375                              | Воркута — Москва                 | 376                              | Москва — Воркута                 |
| 661                              | Кинешма — Москва                 | 662                              | Москва — Кинешма                 |
| 001                              | Владивосток — Москва             | 002                              | Москва — Владивосток             |
| 069                              | Чита — Москва                    | 070                              | Москва — Чита                    |
| 021                              | Лабытнанги — Москва              | 022                              | Москва — Лабытнанги              |
| Сезонное обращение поездов       |                                  |                                  |                                  |
| 187                              | Архангельск — Новороссийск       | 188                              | Новороссийск — Архангельск       |
| 233                              | Архангельск — Москва             | 234                              | Москва — Архангельск             |
| 257                              | Печора — Адлер                   | 258                              | Адлер — Печора                   |
| 261                              | Архангельск — Адлер              | 262                              | Адлер — Архангельск              |
| 287                              | Воркута — Белгород               | 288                              | Белгород — Воркута               |
| 495                              | Кострома — Адлер                 | 496                              | Адлер — Кострома                 |
| 539                              | Кострома — Анапа                 | 540                              | Анапа — Кострома                 |
| 673                              | Иваново — Москва                 | 674                              | Москва — Иваново                 |

Кроме этого, через станцию курсируют без остановки все остальные поезда дальнего следования, идущие от обоих вокзалов Ярославля в направлении на юг.

## Галерея

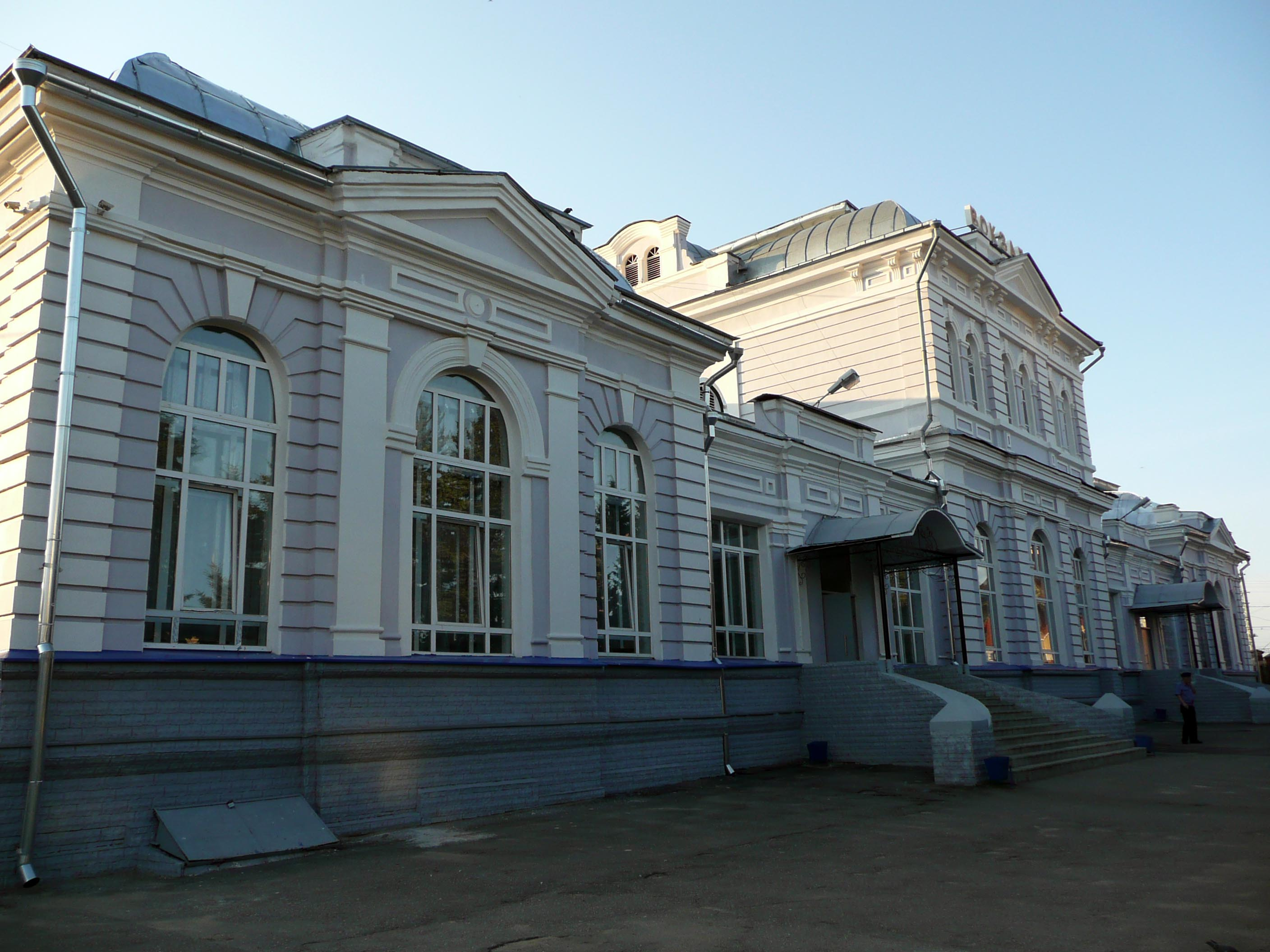
Вокзал станции
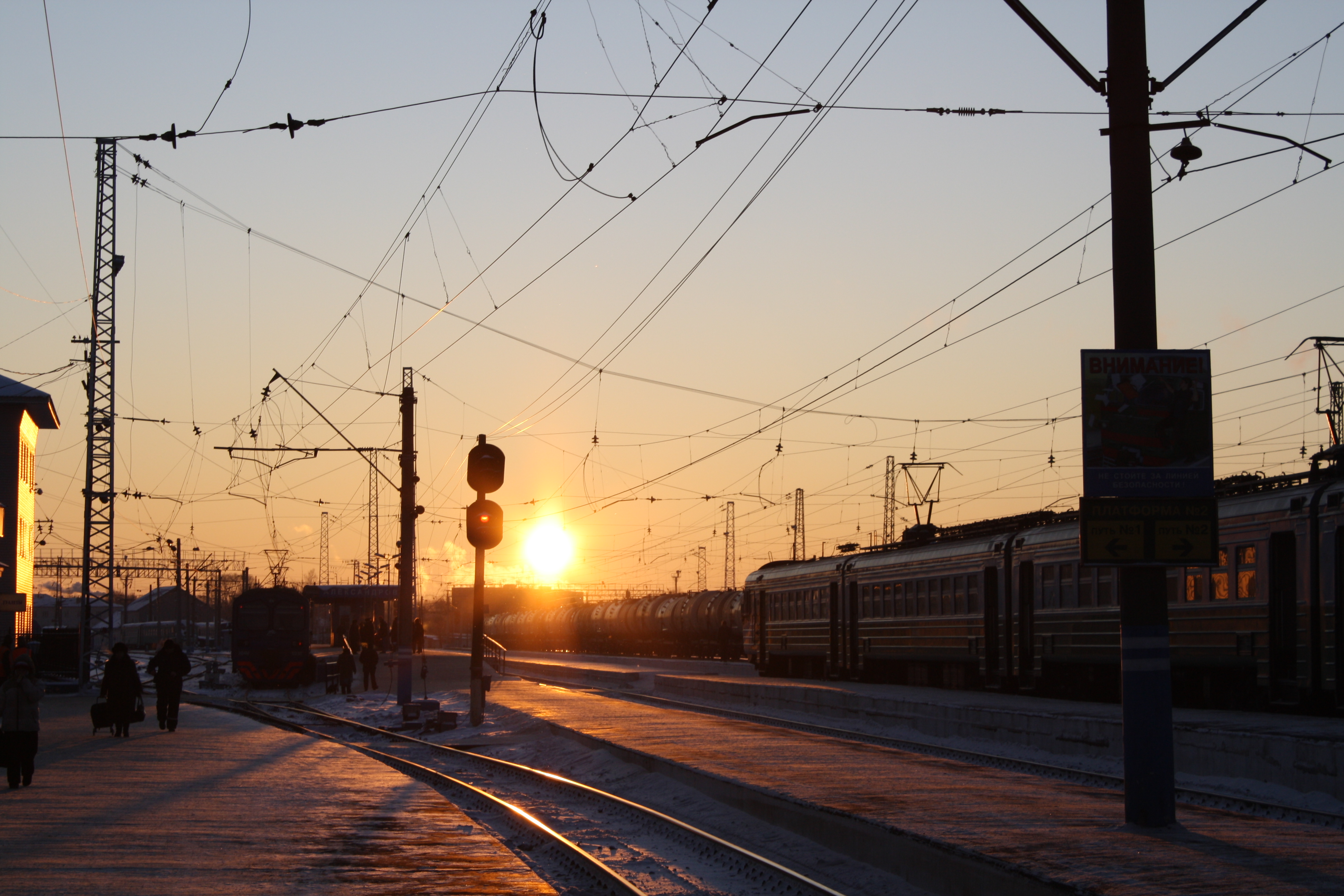
Низкие платформы поездов дальнего следования и электропоездов северного и кольцевого направления
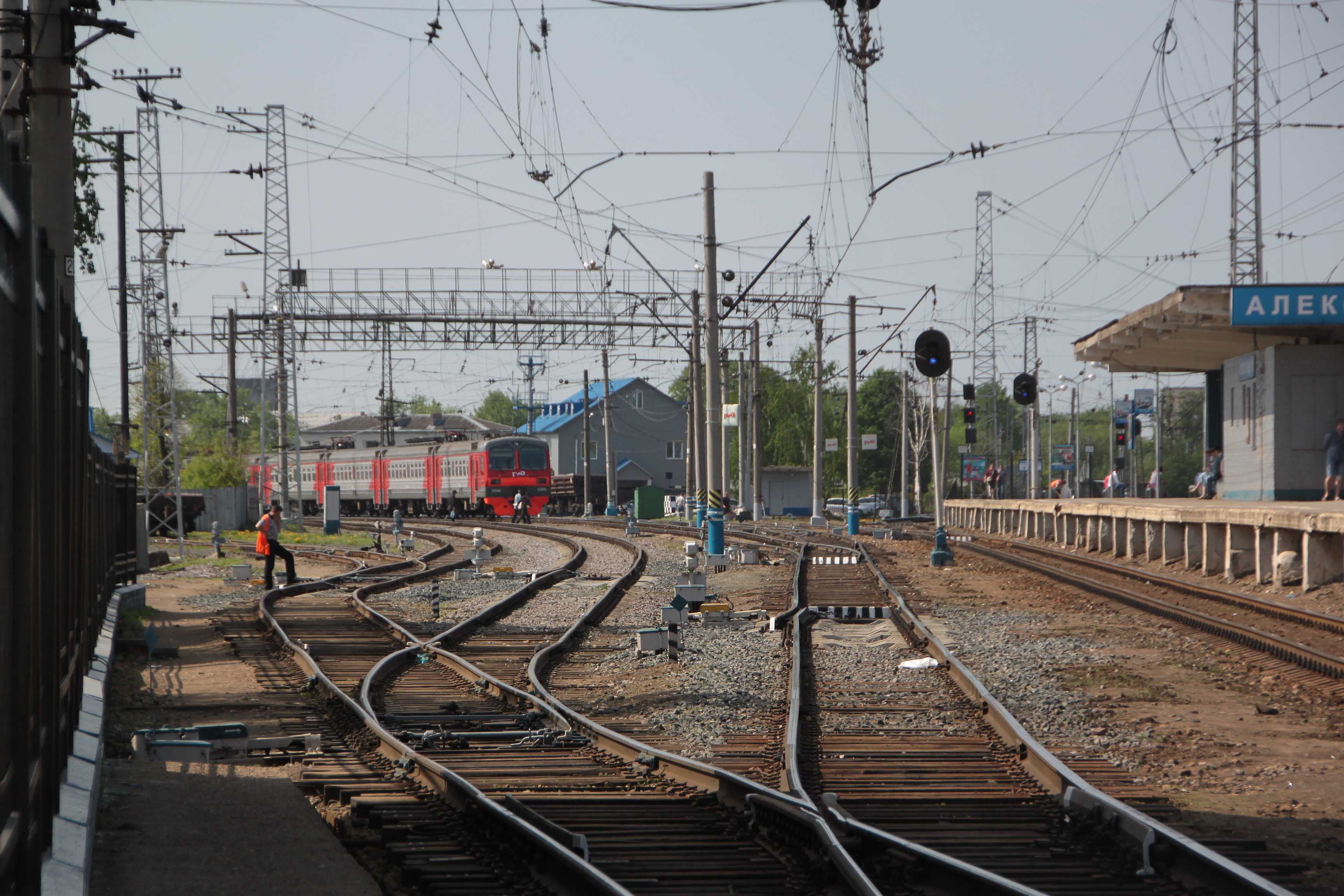
Пути и высокая платформа поездов Московского направления
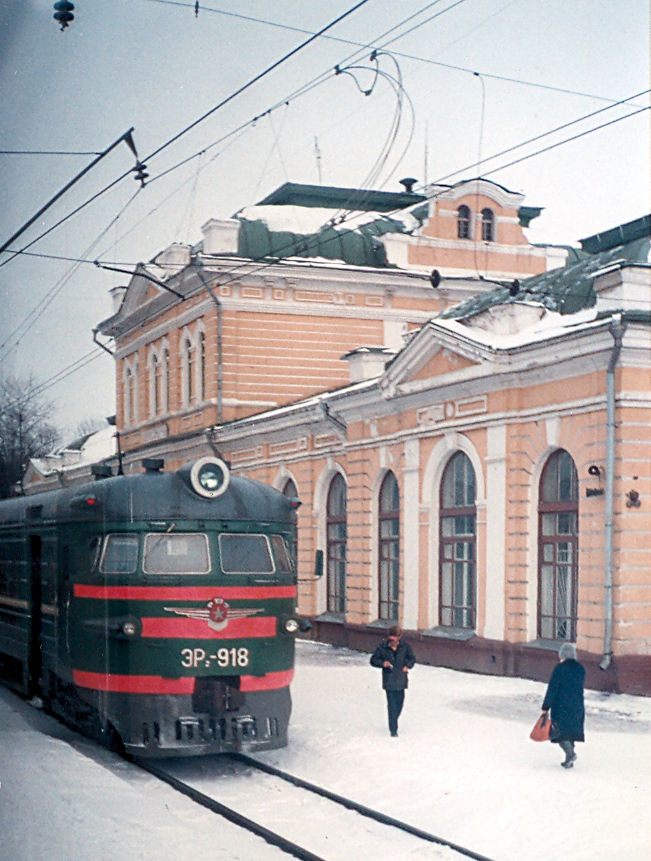
Электропоезд ЭР2 на станции, 1990 год
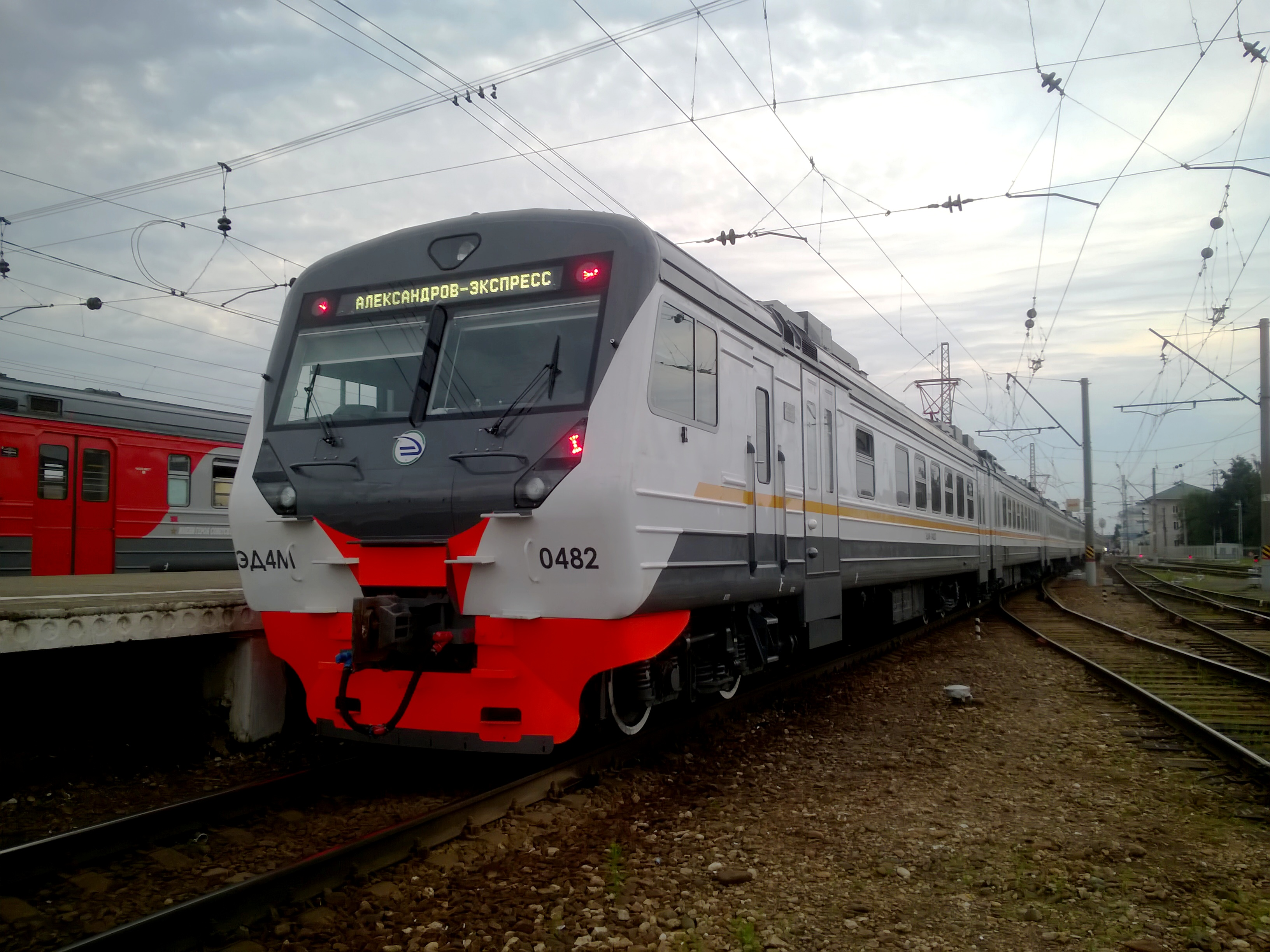
Электропоезд ЭД4М-0482 возле высокой платформы на Москву
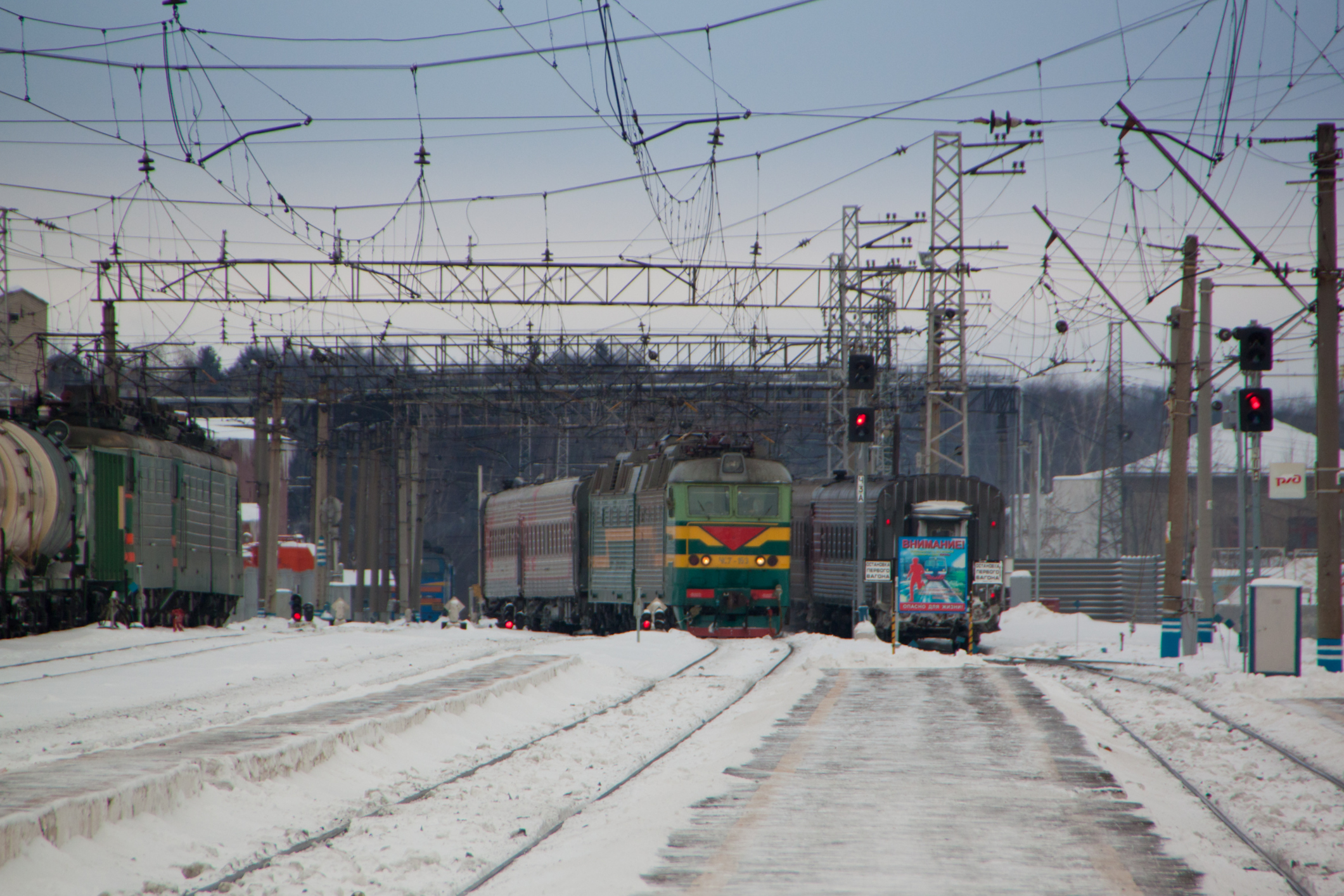
Пассажирский поезд с электровозом ЧС7 прибывает на станцию. Слева — грузовой поезд с электровозом ВЛ11